# Medvedica
Medvedica – wieś w Słowenii, w gminie Grosuplje. 1 stycznia 2017 liczyła 61 mieszkańców.